# Ga Nghĩa Trang
Ga Nghĩa Trang là một nhà ga xe lửa tại xã Hoằng Trung, huyện Hoằng Hóa,Thanh Hóa. Nhà ga là một điểm trên tuyến đường sắt Bắc Nam nối ga Đò Lèn với ga Thanh Hóa. Lý trình ga: Km 161.